# Столничени (Валча)
Столничени (рум. Stolniceni) насеље је у Румунији у округу Валча у општини Рамнику Валча. Oпштина се налази на надморској висини од 217 m.

## Становништво
Према подацима из 2002. године у насељу је живело 1985 становника.

### Попис2002.
| Расподела становништва по националности 2002.‍ | Расподела становништва по националности 2002.‍ | Расподела становништва по националности 2002.‍ | Расподела становништва по националности 2002.‍ | Расподела становништва по националности 2002.‍ |
| --------------------------------------------- | --------------------------------------------- | --------------------------------------------- | --------------------------------------------- | --------------------------------------------- |
|                                               |                                               |                                               |                                               |                                               |
| Румуни                                        | Румуни                                        |                                               | 1.821                                         | 91,7%                                         |
| Мађари                                        | Мађари                                        |                                               | 9                                             | 0,5%                                          |
| Роми                                          | Роми                                          |                                               | 155                                           | 7,8%                                          |